# 岐阜大学医学部附属病院
岐阜大学医学部附属病院（ぎふだいがくいがくぶふぞくびょういん）は、岐阜県岐阜市にある岐阜大学医学部の附属大学病院。県内では岐大、岐大病院と呼ばれている。

## 概要
特定機能病院の承認を受けるほか、臨床研修病院、高度救命救急センター、災害拠点病院（基幹災害医療センター）に指定されている。9階建ての建物であり、床面積は61,000m2。1階から3階が外来、中央診療部。4階から9階が病棟となっている。病床数は606床。
2024年6月時点、岐阜県選挙管理委員会より、不在者投票のできる施設の一つとして指定されている。

## 沿革
- 1875年（明治8年） - 岐阜県公立病院として、厚見郡今泉村（現在の岐阜市）に設置。本願寺岐阜別院の敷地を借りての開院となる。
- 1876年（明治9年） - 岐阜市司町（現在のみんなの森 ぎふメディアコスモス所在地）に移転。
- 1882年（明治15年） - 岐阜県医学校附属病院に改称。
- 1886年（明治19年） - 岐阜県病院に改称。
- 1944年（昭和19年） - 岐阜県立女子医学専門学校附属病院に改称。
- 1945年（昭和20年） - 太平洋戦争下の空襲により一部を焼失。翌年修復。
- 1949年（昭和24年） - 岐阜県医工科大学岐阜県立女子医学専門学校附属病院に改称。
- 1950年（昭和25年） - 岐阜県立大学医学部附属病院に改称。
- 1954年（昭和29年） - 岐阜県立医科大学医学部附属病院に改称。
- 1967年（昭和42年） - 岐阜大学医学部附属病院に改称。
- 1973年（昭和48年） - 病棟の増設。
- 2004年（平成16年） - 現在地に移転。
- 2011年（平成23年）
  - 2月 - 岐阜県のドクターヘリの運航拠点に指定[5]。
  - 10月26日 - 災害拠点病院の指定を受ける[6]。
- 2017年（平成29年）1月 - 肺がんや胸膜疾患などを専門とする「呼吸器センター」を開設[7]。
- 2018年（平成30年） - 岐阜市消防本部と連携してドクターカーによる救急・救命を開始[8]。
- 2019年（平成31年） - 岐阜県総合医療センター、岐阜市民病院、松波総合病院（岐阜県笠松町）と治験や臨床研究で連携する協定を締結[9]。

## 診療科

### 診療科一覧
- 第1-3内科
- 神経内科・老年科
- 総合内科
- 第1-2外科
- 産婦人科
- 整形外科
- 眼科
- 神経精神科
- 小児科
- 皮膚科
- 泌尿器科
- 耳鼻咽喉科
- 歯科口腔外科 など18科

### 追記
実際には、内科、外科は各臓器ごとの専門の診療科に細分される。紹介状のある外来患者は、直接専門診療科で処方されるが、紹介状のない外来患者は、総合診療部で受診し、専門診療科で処方される。
細分化した場合、総合診療部を合わせて診療科は28科になる。これに、中央診療施設の17部が加わる。

### 周産期医療
当院は地域周産期母子医療センターに指定されている。岐阜市内の周産期母子医療センターは当院と岐阜県総合医療センターである。産科での分娩件数は年間300件以下と少ないが、大学病院として様々な診療科と連携し、ハイリスク妊婦を受け入れている。特に産科と放射線科、高度救命救急センターと連携し、産後大量出血に対する放射線治療を行なっている。また、NICU、GCUをそれぞれ6床ずつ備えている。さらに、脳神経外科内に小児脳神経外科医が常勤で勤務しており、小児・新生児の脳神経外科治療が可能である。近年、小児外科が消化器外科内に再設置されたため新生児外科治療にも対応されている。当院に小児外科が設置される前までは県内での小児外科医が常勤でかつ治療ができる病院は岐阜県総合医療センター、長良医療センター、大垣市民病院(現在は非常勤務医師)に限られていた。

### 救急医療
高度救命救急センターに指定されており、常勤医師数は20名以上で日本有数の規模である。また、岐阜県は南北に大きい関係上ドクターヘリを早期に導入し、飛騨地方等の岐阜医療圏から離れた医療圏で発生した重症患者の搬送に・治療に積極的に取り組んでいる。

## 交通アクセス
- 東海環状自動車道岐阜ICより約2分。

公共交通機関としては岐阜バスがある。「岐阜大学病院」バス停下車。

## その他

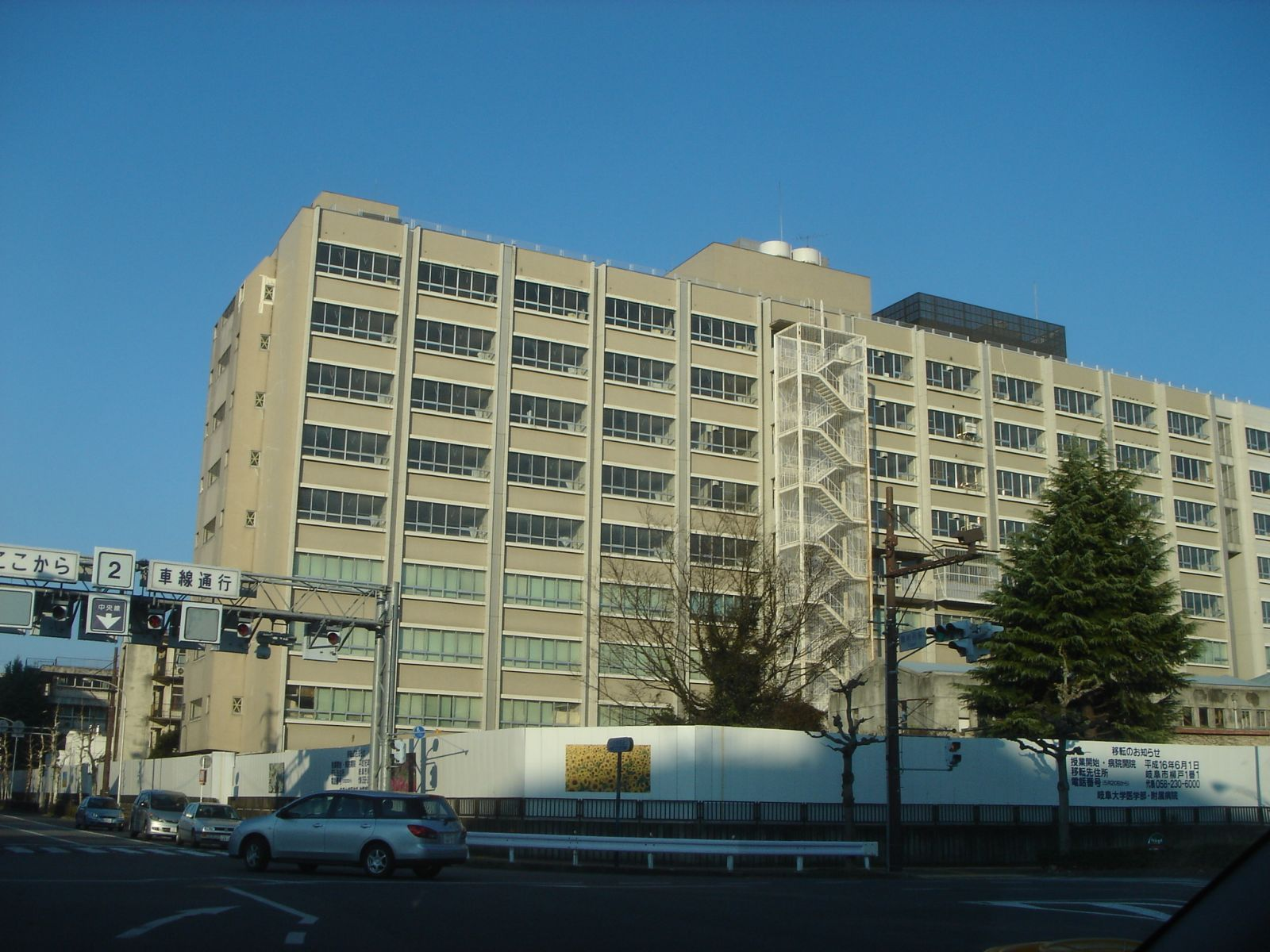
司町の旧病院建屋（2007年撮影）

かつて岐阜市司町に存在した時代、1988年（昭和63年）6月まで名鉄岐阜市内線には大学病院前駅が存在していた。
2008年（平成20年）には、映画『ジェネラル・ルージュの凱旋』の撮影が行われた（ヘリポート、一階ホール、中庭など）。
岐阜大学には、全国でも数少ない大学附属の動物病院である、岐阜大学応用生物科学部附属動物病院（通称：岐阜大学動物病院）がある。こちらは岐阜大学応用生物科学部獣医学課程に附属する動物病院である。